# Maradékfeszültség
Diódán: nyitóirányú áram hatására keletkező feszültségesés, melynek értékét a keletkező PN átmenet, vagy fém-félvezető átmenet elektronszerkezetének energiaszintjei befolyásolják. Hőmérsékletfüggő. Értéke alapvetően nem az átfolyó áramtól függ, hanem az átmenet anyagaitól. (nagyobb áram esetén nagyobb a hozzávezető rétegben is a feszültségesés, ezért értéke a nyitóirányú áram nagyságával monoton nő.)
Jellemző értékek:
- Szilícium dióda 0,6...0,7 V
- Germánium dióda 0,3..0,4 V
- Schottky-dióda 0,2..0,3 V